# سیارک ۲۵۹۹۴
سیارک ۲۵۹۹۴ (به انگلیسی: 25994 Lynnelleye، نامگذاری:2001FK80)۲۵۹۹۴مین سیارک کشف شده‌است که در ۲۱ مارس ۲۰۰۱ کشف شد.